# Désiré Létolle
Désiré Létolle, né le 10 mai 1908 et mort le 8 août 1993, est un instituteur et un résistant français.

## Biographie
Au début de 1943, Raymond Léveillé, un instituteur, responsable dans la clandestinité de l'organisation Front National de Libération de l'Oise, prend contact avec Désiré Létolle, instituteur à La Croix Saint-Ouen et ancien élève de l'École Normale où ils se sont connus. il sait pouvoir en parler en confiance à son camarade et lui demande des renseignements sur un contremaitre employé par la société Huygen, Léonard Osset à qui il a l'intention de faire appel pour lancer le mouvement de résistance Front national sur le territoire de La Croix Saint-Ouen.
Désiré Létolle, officier d'infanterie Coloniale, est plus tard recruté à son tour au F.N. puis devient chef du sous-secteur des F.F.I. de Compiègne-Sud à leur création au printemps 1944 (groupe 34 de La Croix Saint-Ouen).
Ce sous-secteur regroupe les effectifs des communes suivantes : Le Meux, La Croix Saint-Ouen, Verberie, Rivecourt, Armancourt, Saint-Sauveur, Saintines, Rhuis, Roberval, Longueil-Sainte-Marie et Jaux auxquels s'ajouteront ceux de Pont-Sainte-Maxence en juillet 1944.
Le 31 août 1944, à la libération de la commune, le conseil municipal nommé par Vichy à La Croix Saint-Ouen est dissous et Désiré Létolle est désigné comme membre d'une commission communale devant assister Roger Meunier, chargé de l'expédition des affaires courantes en l'attente des prochaines élections municipales.
Il meurt le 8 août 1993.

## Hommages
En 1994, la municipalité de La Croix Saint-Ouen baptise une de ses écoles primaires en son hommage.